# Ulla Liuhala
Ulla Esteri Liuhala, född 7 december 1948 i Vittis, är en finländsk målare och grafiker. 
Liuhala studerade 1967–1968 vid Finlands konstakademis skola, 1968–1971 vid Åbo konstförenings ritskola och 1973–1974 vid Repininstitutet i Leningrad samt ställde ut första gången 1971. Hon har alltid framstått som en flitig och framgångsrik tecknare av bland annat blomstermotiv i färgpenna, pastell och kol samt i sin grafik skildrat människor i krissituationer. Hon har även dagboksartat tecknat ner bilder av människor i sin närhet och växters liv. Vid sidan av tecknandet har hon utfört mindre landskapsmålningar i olja, målat blomstermotiv med akvarellfärger och gjort etsningar av kvinno- och barnmotiv. Berikande för hennes konstnärskap har hennes resor från Norra Ishavet till Brasilien varit. Hon har också målat många beställningsporträtt till offentliga institutioner och utfört illustrationer bland annat till lyrikantologin Maailman runosydän (redaktör: Hannu Tarmio, 1998).